# Szent Kereszt felmagasztalása templom (Szentkatolnadorna)
A szentkatolnadornai Szent Kereszt felmagasztalása fatemplom műemlékké nyilvánított épület Romániában, Kolozs megyében. A romániai műemlékek jegyzékében a  CJ-II-m-B-07551 sorszámon szerepel.

## Története
1896-ig a hívőknek nem volt saját templomuk. A fatemplomot Désről vásárolták 100 koronáért, és ökrösszekérrel hozták át; a fuvar 400 koronába került. A felszentelést 1966. május 22-én végezte Teofil Herineanu püspök.

## Leírása
Az eredetileg zsindelyes fatemplom gálya alakú. A zsindelyeket bádoggal fedték le, és a falakat kívül-belül bevakolták.